# Vuorisaari (ö i Norra Savolax, Inre Savolax, lat 62,80, long 26,80)
Vuorisaari är en ö i Finland. Den ligger i sjön Iisvesi, Virmasvesi och Rasvanki och i kommunen Tervo i den ekonomiska regionen  Inre Savolax ekonomiska region  och landskapet Norra Savolax, i den centrala delen av landet, 300 km norr om huvudstaden Helsingfors. Öns area är 7,6 hektar och dess största längd är 500 meter i öst-västlig riktning.